# Aphestia mexicana
Aphestia mexicana är en tvåvingeart som beskrevs av Samuel Wendell Williston  1901. Aphestia mexicana ingår i släktet Aphestia och familjen rovflugor. Inga underarter finns listade i Catalogue of Life.